# مایکل یاکوبز
مایکل یاکوبز (انگلیسی: Michael Jakobs؛ زادهٔ ۱۸ ژوئیهٔ ۱۹۵۹) بازیکن فوتبال اهل آلمان است.
از باشگاه‌هایی که در آن بازی کرده‌است می‌توان به باشگاه فوتبال هرتابرلین، باشگاه فوتبال شالکه ۰۴، و باشگاه فوتبال بوخوم اشاره کرد.
وی همچنین در تیم ملی فوتبال West Germany B بازی کرده‌است.